# Los puentes de Madison (novela)
Los puentes de Madison o Los puentes de Madison County, publicada originalmente en inglés como The Bridges of Madison County (literalmente, «Los puentes del condado de Madison») y también como Love in Black and White (literalmente, «Amor en blanco y negro»), es una exitosa novela corta romántica de 1992 del escritor estadounidense Robert James Waller. Cuenta la historia de Francesca Johnson, una mujer casada italoestadounidense (una novia de guerra de la Segunda Guerra Mundial) que vive en una granja del condado de Madison de Iowa en la década de 1960. Mientras su marido y sus hijos están de viaje en la Feria Estatal de Illinois, ella inicia un romance con Robert Kincaid, un fotógrafo de National Geographic oriundo de Bellingham (Washington) que está visitando el condado de Madison para realizar un ensayo fotográfico sobre los puentes cubiertos de la zona. La novela está presentada como la novelización de una historia real, pero en realidad es pura ficción.
Es uno de los libros más vendidos del siglo xx, con 60 millones de copias vendidas en todo el mundo y ediciones en cuarenta idiomas. Fue adaptada al cine en 1995 y a un musical en 2013.

## Antecedentes
Sin esperarlo, Robert James Waller concibió Los puentes de Madison a principios de la década de 1990. De vacaciones de su trabajo como profesor en la Universidad del Norte de Iowa, Waller estaba fotografiando el río Misisipi con un amigo cuando decidió fotografiar los puentes cubiertos del condado de Madison de Iowa. Este suceso, junto con una canción que Waller había escrito unos años antes sobre «los sueños de una mujer llamada Francesca», le dieron la idea de la novela, que completó en once días. Después de haber escrito Los puentes de Madison, Waller llegó a creer que había basado el personaje de Francesca Johnson en su esposa, Georgia, a la que Francesca se parece físicamente.

## Análisis
Según Marc Eliot, la novela de Waller es una modernización de la obra de teatro de Noël Coward Still Life (1934), que fue adaptada al cine en la película de David Lean Breve encuentro (1945). Still Life trata sobre «la desesperación, la culpa y las tentaciones de dos personas casadas que se conocen, se enamoran, cometen adulterio y se separan para siempre». En The New York Times, Brigitte Weeks afirmó que Los puentes de Madison apela a las «personas de mediana edad cansadas del mundo» de manera similar a los escritos de James A. Michener, aunque contiene más sexualidad que los libros de Michener. Los puentes de Madison fue comparada en varias ocasiones con la novela de Erich Segal Love Story (1970) por su trama y su prosa. Para Rolling Stone, Peter Travers dijo que la prosa de Waller estaba inspirada en la obra de Walt Whitman, pero que en realidad parecía una tarjeta de felicitación. Travers también dijo que Los puentes de Madison estaba encuadrada dentro de una tradición de «grandes cacharros románticos» como The Prince of Tides (1986) de Pat Conroy. The New York Times Magazine encontró que la prosa de la novela era comparable con la de Juan Salvador Gaviota (1970) de Richard Bach. Nicolette Jones de The Independent afirmó que la novela le recordaba a los libros publicados por Mills & Boon, mientras que Owen Gleiberman la encontró más parecida a una anécdota que a una narrativa habitual.

## Recepción
El Orlando Sentinel escribió que esta novela era «tan perfecta como una lágrima», y advirtió al lector de que no se sorprendiera si derramaba algunas al leerla. Publishers Weekly encontró Los puentes de Madison «tranquilamente poderosa y completamente creíble». L. S. Klepp de Entertainment Weekly describió Los puentes de Madison como «una historia corta y conmovedora, emocionante precisamente porque tiene los bordes irregulares de la realidad». Roger Ebert del Chicago Sun-Times alabó la «cautivadora» trama de la novela por «elevar a un nivel espiritual la habitual fantasía en la que un extraño viril se presenta en la cocina de una tranquila ama de casa y la toma en sus brazos».
El libro debutó en la lista de libros más vendidos de The New York Times en agosto de 1992 y escaló lentamente hasta alcanzar el número 1, permaneciendo en la lista durante más de tres años (164 semanas consecutivas), hasta el 8 de octubre de 1995.

## Adaptación al cine
Los puentes de Madison fue llevada al cine en 1995 con una película homónima, adaptada por Richard LaGravenese y dirigida por Clint Eastwood. La película está protagonizada por el propio Eastwood y Meryl Streep.

## Adaptación musical
Los puentes de Madison fue adaptada a un musical ganador de un premio Tony con música y letra de Jason Robert Brown y guion de Marsha Norman. El musical fue estrenado en el Festival de Teatro de Williamstown el 1 de agosto de 2013. Dirigido por Bartlett Sher, el elenco contaba con Elena Shaddow como Francesca y Steven Pasquale como Robert. El musical empezó sus preestrenos en Broadway en el Gerald Schoenfeld Theatre el 17 de enero de 2014 y abrió oficialmente el 20 de febrero de 2014 con Kelli O'Hara como Francesca y Steven Pasquale como Robert. Fue dirigido por Bartlett Sher con decorados de Michael Yeargan, vestuario de Catherine Zuber e iluminación de Donald Holder. Hunter Foster interpretó a Bud Johnson, el esposo de Francesca. El musical cerró en mayo de ese mismo año después de cien representaciones.

## Adaptación al teatro
En 2018, el director de teatro argentino Luis Romero dirigió una versión en español de la obra protagonizada por los actores Facundo Arana y Araceli González.